# Universidade de Los Lagos
A Universidade de Los Lagos é uma universidade chilena integrante do Conselho de Reitores e do  Consórcio de Universidades Estatais. Sua casa central esta situada na cidade de Osorno. A casa de estudos é a única de caráter público estatal e com sua casa central na Xª Região de Los Lagos.